# Fullcomics & Games
Fullcomics & Games è una convention dedicata al fumetto, ai giochi e alle arti grafiche.

## Storia
Fullcomics & Games, conosciuta più semplicemente come Fullcomics, è l'unica iniziativa di settore di tipo B2B, rivolta maggiormente ad un pubblico composto da addetti ai lavori. Si svolge con cadenzamento annuale dal 2005, eccezion fatta per il 2012 e 2014 in cui sono state svolte due edizioni. Nel corso della sua storia, l'iniziativa ha subìto alcune trasformazioni cambiando diverse location e tre società organizzatrici (Voilier2000, TMService, Connect24) mantenendo però fermo il nome del direttore artistico che è tutt'oggi Salvatore Primiceri. Nasce nel 2005 a Pavia. Oggi si svolge a Milano.

## Prima Edizione
La prima edizione si svolge al Castello Visconteo di Pavia il 14 e 15 maggio 2005. La filosofia di fondo è quella di creare una vetrina gratuita per autoproduzioni e piccoli editori che, fino a quel momento, non avevano facilmente accesso nelle grandi fiere per motivi economici. Anche l'ingresso per il pubblico è gratuito. Tra gli ospiti, Leone Cimpellin (allora ottantenne), un maestro del fumetto italiano e Federico Memola. L'idea di fornire spazio gratuito ad autoproduzioni e indipendenti viene ripresa successivamente da altre manifestazioni, tra le quali la "Self Area" avviata l'anno successivo nella più prestigiosa fiera "Lucca Comics & Games".

## Seconda Edizione
La seconda edizione si svolge sempre a Pavia dal 4 al 14 maggio 2006 e si arricchisce di mostre ed ospiti. Tra gli ospiti illustri si segnalano: Tito Faraci, Marcello Toninelli, Sergio Staino, Sergio Toppi, Sergio De Simone, Enric Badia Romero, Laura De Luca, Irio Fantini e molti altri. Fu l'ultima apparizione in pubblico di Gino D'Antonio, prima della sua scomparsa. Viene conferito a Leone Cimpellin il premio alla carriera “Fullcomics” e vengono presentati numerosi autori emergenti e produzioni. La mostra mercato, notevolmente ampliata, apre le porte anche all'editoria medio/piccola e ad alcuni commercianti di gadget/fumetti. Durante la manifestazione sono istituiti due concorsi per aspiranti fumettisti, uno dei quali in collaborazione con “Centostazioni” intitolato “Una Stazione a Fumetti“. Nella mostra espositiva sono presenti le personali di Sergio Staino, Giuseppe Manunta con l'erotica Giunchiglia, la collettiva dei disegnatori di Jonathan Steele selezionata dallo sceneggiatore Federico Memola.

## Terza Edizione
La terza edizione si svolge dal 15 al 17 aprile 2007 nel centro storico di Piacenza, in Piazza Cavalli e Palazzo Gotico. Il motivo del trasferimento da Pavia a Piacenza è da ritenersi nell'iniziale maggior sostegno delle istituzioni piacentine alla crescita dell'evento.
La terza edizione ospita numerosi autori tra cui Alessandro Sisti (Accademia Disney), Giovanni Freghieri (Dylan Dog, Bonelli Editore), Claudio Sciarrone, Paolo Campinoti, Giuseppe Manunta (autore anche del manifesto ufficiale di questa edizione). La stampa ha parlato di 7.000 visitatori alla mostra mercato, alle mostre espositive e ai concerti e cosplay contest, per la prima volta ospitati in Fullcomics.

## Quarta Edizione
Con il proseguire dell'esperienza piacentina, nel 2008, la manifestazione viene sdoppiata tra Piazza Cavalli e Palazzo Farnese a causa di lavori di ristrutturazione di Palazzo Gotico. La quarta edizione si svolge dall'11 al 13 aprile 2008. L'edizione 2008 presenta vari ospiti tra cui: Luca Carboni, Giuseppe Palumbo, Ivo Milazzo, Raggi Fotonici, Davide Barzi, Giovanni Freghieri, Lorenzo Calza, Paola Mulazzi, Alessandro Sisti, Giuseppe Manunta. Il manifesto ufficiale è di Gigi Cavenago. I giornali locali hanno parlato di un flusso di 20 000 visitatori. Rimane tutt'oggi l'edizione più visitata della storia della manifestazione.

## Quinta Edizione
L'iniziativa sembra prendere una strada più commerciale, nel 2009 con la quinta edizione che si svolge a Piacenza Expo. Il contenitore è un vero e proprio ente fieristico e, per la prima volta, viene istituito un biglietto d'ingresso. La quinta edizione si svolge dall'8 al 10 maggio. Record di espositori rispetto agli anni precedenti e ospiti di prestigio tra cui Giuseppe Camuncoli, Matteo Casali, Alberto Corradi, Mario Alberti, il vignettista Passepartout, Rita Pelusio, Federico Nardo, Alex Crippa, Pasquale Ruju, Fabrizio Mazzotta, Lorenzo Calza. Il manifesto ufficiale è di Ivan Zoni. Il botteghino registra quasi cinquemila presenze.
Nonostante i buoni risultati e l'apprezzamento del pubblico piacentino, l'organizzazione decide il secondo trasferimento della sua storia.

## Sesta Edizione
Infatti, la sesta edizione, si svolge dal 5 al 7 marzo 2010 presso la Fortezza Firmafede di Sarzana (SP). L'iniziativa si svolge in condizioni di difficoltà a causa di una eccezionale ondata di maltempo che rende inagibili per neve gran parte delle arterie che collegano la cittadina ligure. Il programma generale presenta alcune novità e molti ospiti. Viene istituito per la prima volta un premio alle migliori pubblicazioni dell'anno (Gran Premio Autori ed Editori) e diverse mostre tra le quali l'omaggio a Giorgio Gaber di Davide Barzi e Sergio Gerasi, la "Divina Commedia" a fumetti di Marcello Toninelli, "Cubana" di Lele Vianello e Guido Fuga, "Hasta la Victoria" di Stefano Casini, tutti ospiti della manifestazione insieme a Ivo Milazzo, Marco Trisorio, Gigi Simeoni, Keiko Ichiguchi, David Rubín, Alessio Spataro, Roberto Battestini e Mauro Cao. L'iniziativa vede tra i partner anche il Politecnico di Torino e La Sapienza di Roma (col progetto Cinemonitor del regista Roberto Faenza) e apre per la prima volta al cinema di animazione e all'illustrazione per ragazzi.
Il manifesto ufficiale è stato realizzato da Marcello Toninelli.

## Settima Edizione
Risolte alcune divergenze maturate negli anni precedenti, l'evento torna a Piacenza Expo nel 2011 ma con un nuovo organizzatore, la società TM Service e viene cambiato il nome da Fullcomics in "Fullcomics & Games" grazie all'allestimento della nuova area giochi. La settima edizione si svolge dal 15 al 17 aprile 2011. Pur rimanendo un evento sostanzialmente fieristico, si inizia a delineare il recupero dello spirito originario della manifestazione. Molti dibattiti vengono incentrati sulle questioni legate all'economia e al mercato dei fumetti, al diritto d'autore e all'incontro dei giovani autori con le case editrici e i grandi autori.
Tra gli ospiti dei dibattiti si segnalano Ivo Milazzo, Matteo Stefanelli (Università Cattolica), Michele Ginevra (Centro Fumetto Andrea Pazienza) e Lucio Staiano. Tra i super ospiti il grande Enrique Breccia e Giacomo Michelon (disegnatore di Lupo Alberto). La settima edizione segna anche il ritorno a Fullcomics & Games di Sergio Staino.
L'evento torna ad un ottimo livello di pubblico registrando anche un grande consenso mediatico. Il manifesto ufficiale è di Stefano Casini.

## Ottava Edizione
L'organizzazione passa a Connect24 Consulting che porta la manifestazione a Milano trasformandola in una vera e propria convention B2B con il patrocinio del settore moda, spettacolo e design del Comune di Milano. Il filone conduttore è quello delle professioni nelle arti grafiche, quindi non solo fumetto, sviluppato attraverso seminari, convegni, incontri e, per la prima volta, due giorni di career days dove giovani autori possono svolgere colloqui di lavoro con i responsabili di case editrici nazionali ed internazionali. È la svolta per Fullcomics & Games che pare aver trovato la sua strada definitiva. L'ottava edizione si svolge dal 18 al 20 maggio 2012 presso lo Spazio Originale di Via Savona, zona navigli, nel cuore del quartiere moda della capitale lombarda.
Vengono affrontati i temi importanti delle nuove frontiere del digitale nei fumetti, il diritto d'autore, i contratti di edizione. In occasione della giornata contro l'omofobia viene presentata una conferenza sull'omofobia nel mondo dei fumetti. Tra gli ospiti di indubbio rilievo: Gianfranco Cordara (direttore Disney Publishing), Luca Enoch, Paola Barbato, Federico Memola, Paolo Castaldi, Michel Jans (Mosquito Editions), Roberto Rinaldi, Lola Airaghi e Fabrizio Russo. Il manifesto ufficiale è di Ivan Zoni (Star Comics e Bonelli Editore), il quale espone anche una mostra personale. Ottima la risposta di adesioni alle iniziative professionali e i commenti della stampa per quella che appare come un inedito nelle manifestazione di settore in Italia.

## Edizione speciale Salento
Dal 28 al 30 settembre 2012 viene organizzata un'edizione speciale di Fullcomics & Games nel Salento, a Taviano (LE). L'organizzazione è del Comune di Taviano con la supervisione di Connect24 in collaborazione con la Scuola Lupiae Comix di Lecce.
L'iniziativa, seppur ridotta rispetto alla convention milanese, offre alcuni spunti di rilievo tra cui una mostra dedicata a Renata Fonte, sulla cui dolorosa vicenda è stato realizzato un fumetto per 001 Edizioni da Ilaria Ferramosca e Gian Marco De Francisco. Viene allestita una personale di Giancarlo Caracuzzo sui supereroi Marvel di cui è uno dei disegnatori.
Ospiti in manifestazione: Giancarlo Caracuzzo, Lele Vianello e Giuseppe Peruzzo. Ampio spazio, anche in questa estemporanea salentina, ai temi delle professioni del fumetto. Il manifesto ufficiale è di Ivan Zoni. L'evento registra un buon apprezzamento da parte del pubblico e della stampa

## Nona Edizione
L'evento si consolida nella città di Milano trasferendosi in pieno centro storico, presso l'Urban Center di Galleria Vittorio Emanuele. Alla direzione artistica di Salvatore Primiceri si affiancano i consulenti di direzione e giornalisti Matteo Venturini e Damiano Corò. La nona edizione si svolge in una sola giornata, il 24 maggio 2013 ma ricca di iniziative tra le quali il convegno sulla mediazione nelle imprese creative con ospiti numerosi esponenti del mondo giuridico e accademico; l'analisi sul diritto d'autore di Gianfranco Cordara; la conferenza sul rapporto tra marketing e fumetto con Diego Cajelli, Luca Enoch, Walter Trono, Mirko Perniola. Tra gli altri ospiti: Alessandro Di Virgilio, Giuseppe Guida e Lucio Staiano. Anche l'edizione 2013 ha proposto il career day dove giovani autori hanno potuto colloquiare con vari editors di case editrici. Confermata anche la conferenza sul fumetto LGBT e il concorso Gran Premio Autori ed Editori, i cui premi vengono da questa edizione votati dal pubblico attraverso Facebook. L'evento si conferma come l'unica convention B2B sul mondo del fumetto e delle arti grafiche riscuotendo un successo crescente. Per la prima volta viene pubblicato un volume che raccoglie tutti gli interventi tenuti dai relatori durante la convention.

## Seconda Edizione Salento
Il 17 e 18 maggio 2014 si svolge a Taviano (LE) la seconda edizione di "Fullcomics & Games nel Salento". L'iniziativa si suddivide in una mostra mercato, un'area laboratorio per le scuole, una mostra espositiva, un'area games, il cosplay contest, l'area musicale e il concorso "Full7". Gli ospiti della seconda edizione salentina sono l'ex disegnatore Disney, Claudio Panarese, il disegnatore Giuseppe Guida e l'autore ed editore Pietro Favorito. La musica è affidata alla cover band degli Ipergalattici. Il cosplay contest è a cura dei BHC. L'iniziativa registra una crescita di pubblico e interesse rispetto alla prima edizione.

## Decima Edizione
Il 6 giugno 2014 si è svolta a Milano la decima edizione di Fullcomics & Games. Il Comune di Milano ha deciso di ospitare l'iniziativa presso "La Fabbrica del Vapore", tempio della creatività milanese. Il tema della decima edizione è "L'idea giusta", come nascono e come si sviluppano nel mercato del fumetto e delle arti grafiche. L'evento si è suddiviso in due convegni. La mattina sono stati affrontati temi riguardanti il diritto d'autore, i contratti editoriali e i metodi stragiudiziali di risoluzione delle controversie sulla proprietà intellettuale. Ne hanno parlato gli avvocati Simone Aliprandi, Jacopo Savi, i dott. Ivan Giordano e Federica Fullin. Nel pomeriggio è stato dato ampio spazio al tema delle idee attraverso una tavola rotonda con autorevoli ospiti quali: Maurizio Nichetti, Sandro Dossi, Davide La Rosa, Federico Memola, Giuseppe Guida. Il dibattito è stato moderato da Loris Cantarelli. L'iniziativa ha riscosso molto interesse e una significativa partecipazione di pubblico. Raggiunto il traguardo della decima edizione, si ipotizza un completo rinnovamento della manifestazione per il futuro.

## Concorsi
Fullcomics & Games ospita alcuni concorsi tra cui la maratona "Full7" dedicata ai fumettisti emergenti.
Il Gran Premio Autori ed Editori premia invece le migliori pubblicazioni dell'anno giudicate da una commissione di qualità. È stato istituito nel 2010. Dall'edizione 2013 il premio verrà votato dai lettori attraverso Facebook.

## Cosplay Contest
Il Cosplay Contest di Fullcomics & Games si è svolto continuamente dalla terza alla settima edizione ed è stato organizzato dalla stessa organizzazione di Riminicomix (Cartoon Club). Dopo qualche anno di pausa, il cosplay contest è tornato a far parte di Fullcomics, però nell'edizione salentina che si svolge a Taviano (LE).